# Isla de Enmedio
Isla de Enmedio är en ö i Mexiko. Den ligger i delstaten Veracruz, i den sydöstra delen av landet. Ön är en populär destination för snorkling och bad.